# Hajdi
Hajdi Korošec Jazbinšek, slovenska podjetnica in nekdanja pevka zabavne glasbe, * 22. januar 1979, Celje
Zaslovela je leta 1990, ko je bila njena pesem Naš kuža objavljena na kompilaciji založbe Mandarina, ki je bila mešanica uveljavljenih imen (Magnet, Mikado) in neznanih izvajalcev (poleg Hajdi še Irena Vrčkovnik).
Njen debitantski album Hajdi iz leta 1992 je bil prodan v več 60.000 izvodih, za kar je prejela diamantno ploščo.
Ni prva Slovenka, ki je v rani mladosti postala znana pevka (pred njo sta bila npr. Franjo Bobinac in Oto Pestner), je pa edini otrok, ki je prodrl med bolj priljubljene in prodajane slovenske glasbenike ter povzročil pojav povečanega števila otroških pevk, katerih starši pogosto niso obvladali glasbenega posla in so zato gojili previsoka pričakovanja.
Nastopila je v oddajah Video meh, Lojtrca domačih '90, Marjanca in Poglej in zadeni. Na TV Medvode je vodila oddajo Mini pet, lestvico otroških videospotov.
Poslušalci Radia Ptuj so jo izbrali za 3. naj pevko leta 1990 (za Heleno Blagne in Simono Weiss), v akciji revije Kaj pa je bila izbrana za 3. naj pevko leta 1992.
Leta 2003 je prišla na avdicijo 2. sezone resničnostnega šova Popstars.

## Pevska kariera

### Naš kuža
Pela je v otroškem in mladinskem pevskem zboru. Odzvala se je na Brendijev razpis za avdicijo, na kateri je zmagala med 43 mladimi pevci. Za njen prvi album sta po eno pesem prispevala Oto Pestner in Marijan Smode, ostale pa je napisal Brendi, ki je naredil polovico aranžmajev. Drugo polovico je prispeval Boris Vučkič, nekdanji klaviaturist skupine Magnet.
Za njeno garderobo in videz nasloh je skrbela njena mama Anka. Posvetovali sta se s pevko Tatjano Dremelj. Mama je tudi pomagala pri besedilih na njenem prvem albumu, prav tako oče Igor.

### Če pomežikneš mi
Večino sklad in besedil je prispeval Hajdin oče, ljubitelj rock glasbe in lastnik celjske glasbene založbe Coda, pri kateri je album izšel. Sodelovali so tudi Franci Podbrežnik, Edvin Fliser, Vera Šolinc in Brendi.

### Piha veter s Triglava
Na tem albumu so bile skladbe tako za najmlajše kot pop in rock pesmi, s katerimi je nagovarjala starejše poslušalce. Sodelovala je z Brendijem in hrvaškim glasbenikom Ninčevićem, ki je pisal za Severino in skupino Magazin. Razmišljala je o pevski karieri na Hrvaškem. Za pesem Ogenj gori je posnela videospot. Njen glavni sponzor, avtošola Mazzoni iz Žalca, ji je podaril vespo.

## Študij in podjetništvo
Študirala je na Ekonomsko-poslovni fakulteti v Mariboru, diplomirala pa na Fakulteti za management v Kopru. Delala je v bančništvu. Ukvarja se s (spletno) prodajo otroške opreme in izdelovanjem pvc vrečk.

## Zasebno
Odraščala je v Lokrovcu. Obiskovala je OŠ Lava v Celju in srednjo ekonomsko šolo. Naredila je nižjo glasbeno šolo. Igrala je klavir. Je poročena in ima dva sinova.

## Nastopi na glasbenih festivalih

### Slovenska popevka
- 1999: Tvoj pogled muči me (Branko Vunjak/Branko Vunjak/Matjaž Vlašič, Boštjan Grabnar) - 4. mesto (3628 glasov)

### Hit festival
- 2003: Bodi tu

## Diskografija

### Albumi
- Hajdi (Mandarina, 1992) - diamantna plošča (prodanih več kot 60.000 izvodov)[6][7] COBISS
- Oblečem si oblekico (Mandarina, 1993)[7]
- Hajdi (ponovna izdaja z dodanimi pesmimi, Mandarina, 1994) COBISS
- Če pomežikneš mi (Coda, 1996) COBISS
- Piha veter s Triglava (Mandarina, 1998) COBISS
- Tvoj pogled muči me (ponovna izdaja zadnjega albuma z dodano pesmijo, Mandarina, 2009)[24]

### Singli
- Naš kuža (1991)[25]
- Nisem važna (1992)[26]
- Prodajalka vijolic (1994)[27]
- Oblečem si oblekico (1994)[28]
- V naši šoli (1994)[29]
- E Viva Espana (1996)[30]
- Piha veter s Triglava (1998)[31]
- Vso ljubezen sem ti dala (1998)[32]
- Ogenj gori (1998)[33]
- Kako bi rada (1998)[34]
- Aj, aj, aj (1998)[35]

### Kompilacije
- Naj naj naj 6 (Mandarina, 1990), platinasta plošča (prodanih 37.000 izvodov) - skladba Moj kuža[5]
- Špela debela in druge uspešnice (Mandarina, 1992) - skladbi Nore počitnice in Hvala ti mami[5] COBISS
- Naj naj naj 7 (Mandarina, 1993) - skladba Petelinček[9] COBISS
- Naj naj naj 8 (Mandarina, 1994) COBISS
- Zlata mandarina (Mandarina, 1994) - skladba V naši šoli COBISS
- Naj naj naj 11 (Mandarina, 1997) - skladba Ti si moja čokolada[36]
- Mandarina poletje 98 (Mandarina, 1998) - skladbi Veter s Triglava in Kako bi rada[37] COBISS
- Naj naj naj 12 (Mandarina, 1998) - skladba Muči me tvoj pogled[38] COBISS
- Najlepše otroške pesmi (Mandarina, 1999) COBISS
- Zlata mandarina 5 (Mandarina, 1999) COBISS
- 20 zlatih založbe Mandarina (Mandarina, 2000) COBISS
- Brendijeve najlepše pesmi za otroke (Mandarina, 2002) COBISS
- Pesmi za otroke 1; Naš kuža (Mandarina, 2006) COBISS
- Pesmi za otroke 2; Petelinček kikirika (Mandarina, Racman, 2006) COBISS
- Pesmi za otroke 3; Čakaj miška (Mandarina, 2006) COBISS
- Pesmi za male in velike (Mandarina, 2009) COBISS
- Brendiju v slovo (Mandarina, 2011) COBISS